# Лийвак, Франк
Франк Лийвак (эст. Frank Liivak; 7 июля 1996, Тарту) — эстонский футболист, атакующий полузащитник. Выступал за сборную Эстонии.

## Биография

### Клубная карьера
Начинал заниматься футболом в академии голландского клуба «Алмере Сити», входящего в систему «Аякса». В августе 2013 года перешёл в юношескую команду итальянского «Наполи», в его составе участвовал в матчах юношеской лиги УЕФА.
В январе 2015 года перешёл в испанский клуб четвёртого дивизиона «Алькобендас Спорт». Дебютный матч на взрослом уровне сыграл 1 февраля 2015 года против земляков из «Алькобендас КФ». Всего за два календарных года сыграл 46 матчей и забил пять голов за команду.
В феврале 2017 года перешёл в боснийский клуб «Сараево», подписав трёхлетний контракт. Дебютный матч в чемпионате Боснии сыграл 4 марта 2017 года против сараевского «Олимпика».
В начале 2018 года перешёл в таллинскую «Флору», подписав двухлетний контракт. Чемпион Эстонии 2019 и 2020 годов, обладатель Кубка и Суперкубка страны 2020 года. Покинул команду в декабре 2020 года.
С 2021 года полтора сезона выступал за таллинскую «Левадию», чемпион и обладатель Кубка Эстонии 2021 года. Летом 2022 года перешёл в ирландский клуб «Слайго Роверс», провёл в нём полтора сезона. В начале 2024 года вернулся в «Левадию».

### Карьера в сборной
Выступал за сборные Эстонии младших возрастов, начиная с 16 лет.
В национальной сборной дебютировал 26 мая 2014 года в товарищеском матче против Гибралтара, заменив на 43-й минуте Энара Яагера. Свой первый гол забил 1 июня 2016 года в ворота сборной Андорры.

## Личная жизнь
Отец, Яанус Лийвак — тренер по баскетболу, в прошлом — игрок.